# Persona Non Grata (álbum de Exodus)
"Persona Non Grata" é o décimo primeiro álbum de estúdio da banda norte-americana de thrash metal Exodus, lançado em 19 de novembro de 2021. É o seu primeiro álbum de estúdio desde Blood In, Blood Out de 2014. As sessões de gravação de Persona Non Grata ocorreram de setembro a outubro de 2020, com o álbum sendo totalmente concluído em janeiro de 2021. O álbum foi inicialmente definido para lançamento no verão de 2021, mas foi adiado para novembro, devido ao diagnóstico do baterista Tom Hunting com carcinoma de células escamosas do estômago.
Os planos para o seguimento de Blood In, Blood Out foram feitos já em 2016, e o trabalho no álbum foi retardado por agendas de turnê implacáveis e compromissos do guitarrista Gary Holt com o Slayer, até que este último se separou em 2019 após uma turnê de despedida. Este álbum também conta com participações do ex-guitarrista do Exodus, Rick Hunolt, Lee Altus e Kragen Lum, que fornecem solos de guitarra em uma das faixas do álbum, "Lunatic-Liar-Lord".

## Recepção

### Críticas profissionais
| Críticas profissionais | Críticas profissionais |
| Avaliações da crítica  | Avaliações da crítica  |
| Fonte                  | Avaliação              |
| ---------------------- | ---------------------- |
| Blabbermouth.net       | 7/10                   |
| Ghost Cult Magazine    | 9/10                   |
| Metal Epidemic         | [ 15 ]                 |
| Metal Injection        | 9/10                   |
| Sonic Perspectives     | 9.0/10                 |

Foi eleito pela Loudwire como o 23º melhor álbum de rock/metal de 2021.

## Lista de faixas
| Persona Non Grata |                                                        |         |  |
| N.º               | Título                                                 | Duração |  |
| 1.                | "Persona Non Grata"                                    | 7:30    |  |
| 2.                | "R.E.M.F."                                             | 4:22    |  |
| 3.                | "Slipping into Madness"                                | 5:33    |  |
| 4.                | "Elitist"                                              | 3:58    |  |
| 5.                | "Prescribing Horror"                                   | 5:09    |  |
| 6.                | "The Beatings Will Continue (Until Morale Improves)"   | 3:01    |  |
| 7.                | "The Years of Death and Dying"                         | 5:22    |  |
| 8.                | "Clickbait"                                            | 4:31    |  |
| 9.                | "Cosa del Pantano"                                     | 1:13    |  |
| 10.               | "Lunatic-Liar-Lord" (feat. Rick Hunolt and Kragen Lum) | 7:59    |  |
| 11.               | "The Fires of Division"                                | 5:23    |  |
| 12.               | "Antiseed"                                             | 6:17    |  |
| Duração total:    | Duração total:                                         | 60:18   |  |

## Desempenho nas tabelas musicais
| Parada de Álbuns (2021)                   | Pico de posição |
| ----------------------------------------- | --------------- |
| Áustria (Ö3 Austria Top 40)               | 33              |
| Alemanha (Offizielle Deutsche Charts)     | 24              |
| Japão (Oricon)                            | 44              |
| Japanese Hot Albums (Billboard Japan)     | 45              |
| Polónia (ZPAV)                            | 43              |
| Escócia (Official Scottish Albums)        | 42              |
| Suíça (Schweizer Hitparade)               | 22              |
| Reino Unido (UK Independent Albums Chart) | 12              |
| Reino Unido (UK Rock & Metal Albums)      | 3               |

## Crédito

### Exodus
- Steve "Zetro" Souza – vocal principal
- Gary Holt – guitarras, backing vocals
- Lee Altus – guitarras
- Jack Gibson – baixo
- Tom Hunting – bateria, backing vocals

### Músicos adicionais
- Rick Hunolt – guitarrista principal em "Lunatic-Liar-Lord" e backing vocals[28][29]
- Kragen Lum - guitarra solo em "Lunatic-Liar-Lord"
- Cody Souza – backing vocals[30]
- Nick Souza – backing vocals[30]